# Moderna museets vänners skulpturpris

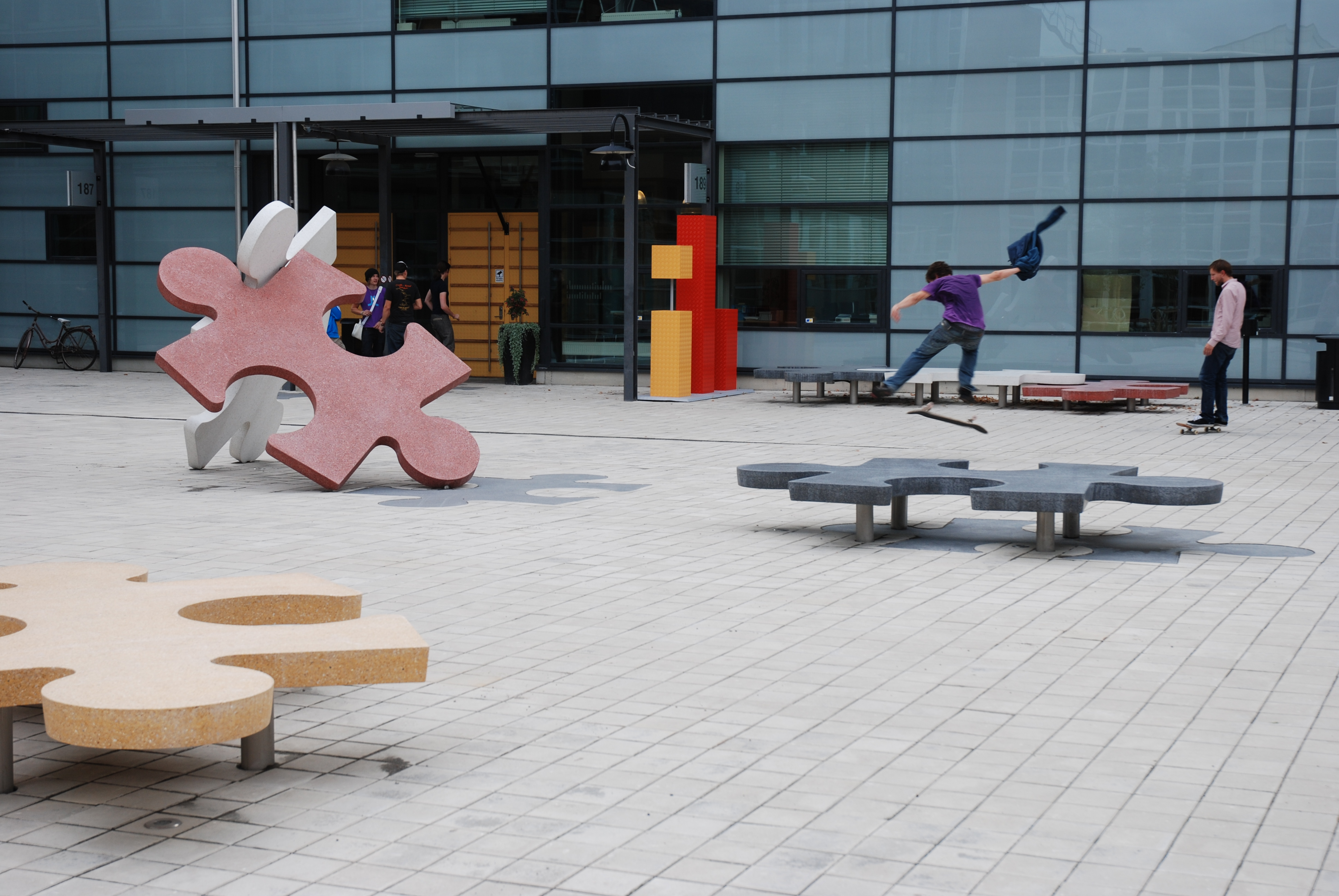
Puzzled i Stockholm, 2008, av 2009 års pristagare Ann-Sofi Sidén

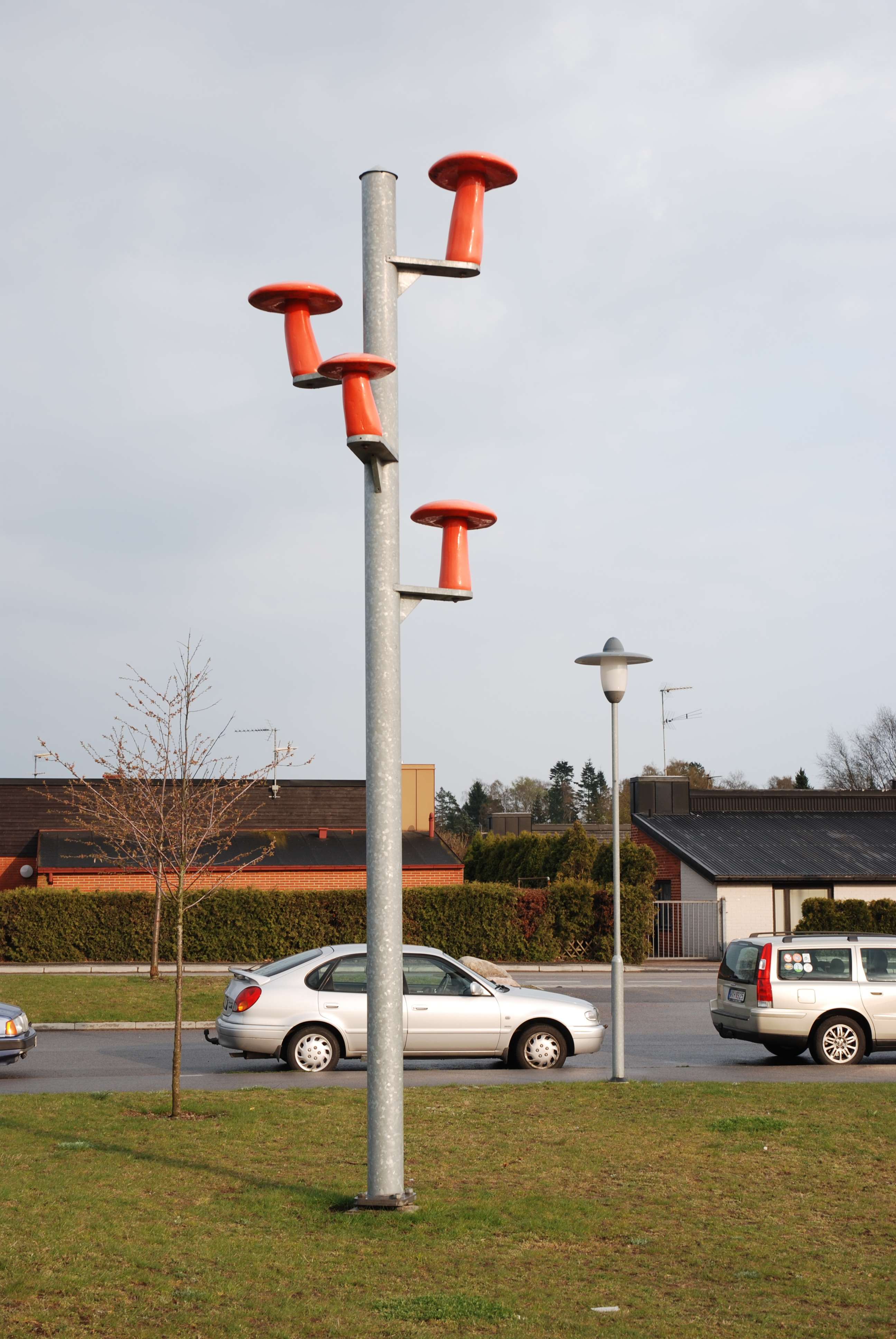
Paddehattar i Genarp, av 2007 års pristagare Truls Melin

Moderna Museets Vänners skulpturpris, också benämnt K.A. Linds hederspris, är ett svenskt konstpris. Det utdelas vartannat år sedan 1950 av Moderna museets vänner. Pristagaren ska vara en aktiv konstnär och utses av en jury. Priset instiftades av textilkonstnären Sigrid Lind för att hedra minnet av hennes föräldrar, Karl August och Kristina Amalia Lind. Prissumman är 300.000 kronor.

## Pristagare
- 1950 Elis Eriksson
- 1955 Arne Jones
- 1960 Per Olov Ultvedt
- 1965 Karl Göte Bejemark
- 1970 Gun Maria Pettersson
- 1975 Lars Englund
- 1980 Rune Rydelius
- 1984 Sivert Lindblom
- 1989 Torsten Renqvist
- 1991 Einar Höste
- 1993 Ulf Rollof
- 1995 Lars Kleen
- 1997 Eva Löfdahl
- 1999 Dan Wolgers
- 2001 Ebba Matz
- 2003 Lars Nilsson
- 2005 Carin Ellberg
- 2007 Truls Melin
- 2009 Ann-Sofi Sidén[2]
- 2011 Sofia Hultén
- 2013 Klara Lidén
- 2015 Christian Partos
- 2017 Johanna Gustafsson Fürst
- 2019 Runo Lagomarsino[3]
- 2021 Berit Lindfeldt